# Aj ty, step shirókaya
Aj ty, step shirókaya
(en ruso: Ах ты, степь широкая!, literalmente ¡Ah tú estepa amplia!) es una canción rusa antigua.

## Interpretaciones
Lidia Ruslánova, cuando habló sobre su manera de interpretar, recordó: «Cantaba extensamente como había aprendido [a cantar] del pueblo: Aj ty, step shirokaya; Aj ty, nochenka; Okrásilsia miésiats bagriántsem…».
La cantante reconoció: 

¿Qué quiero cuando canto «¡Ah tú estepa amplia, estepa ilimitada! ¡Ah tú Madre Volga, Volga libre!»? ¿Que es lo que pretendo? Yo quiero que mi auditorio vea esta Volga, esta estepa ilimitada. Quiero que ella sienta conmoción o una tristeza leve.

La canción ha sido interpretada, entre otros, por Iván Kozlovski, el Ensamble Aleksándrov, el Coro Piátnitski.

## En cine y televisión
En la película Días y noches, Aj ty, step shirókaya es interpretada por un coro de soldados soviéticos. La canción suena también en otras películas, como El Evangelio según San Mateo de Pier Paolo Pasolini  o Moscú-Génova, en un episodio de la popular serie Diecisiete instantes de una primavera.